# Vitaljina
Vitaljina (in italiano Vittaglina) è il centro abitato più meridionale della Croazia, situato nel comune di Canali ha circa 240 abitanti.
Ultimo paese costiero al confine con il Montenegro, gli abitanti sono prevalentemente croati, in maggioranza cattolici.

## Società

### Evoluzione demografica
| Abitanti | Abitanti | Abitanti | Abitanti | Abitanti | Abitanti | Abitanti | Abitanti | Abitanti | Abitanti | Abitanti | Abitanti | Abitanti | Abitanti | Abitanti |
| -------- | -------- | -------- | -------- | -------- | -------- | -------- | -------- | -------- | -------- | -------- | -------- | -------- | -------- | -------- |
| 1857     | 1869     | 1880     | 1890     | 1900     | 1910     | 1921     | 1931     | 1948     | 1953     | 1961     | 1971     | 1981     | 1991     | 2001     |
| 335      | 359      | 392      | 497      | 492      | 518      | 422      | 565      | 423      | 379      | 360      | 340      | 316      | 300      | 242      |